# Houyoux (ruisseau)
Ne doit pas être confondu avec Hoyoux.
Le Houyoux est un ruisseau de Belgique, affluent en rive gauche de la Meuse, coulant en Hesbaye, dans la province de Namur. Il prend sa source à Warisoulx et, passant par les villages de Villers-lez-Heest, Rhisnes (où le rejoint le ruisseau de La Bruyère) et Saint-Servais, puis Bomel et se jette ensuite dans la Meuse, à Namur. 
Longeant la route de Gembloux et traversant le vieux Saint-Servais, le Houyoux a permis à quelques industries (papeteries) de se développer et a contribué à la prospérité de ce village avant que celui-là ne devînt simple faubourg de Namur. 
Dans un lointain passé il alimentait également les douves de l'enceinte nord de la ville de Namur. Depuis leur comblement, il se divise en plusieurs tracés à partir de Saint-Servais, à l'époque pour collecter les égouts de ces quartiers. À partir de Saint-Servais il est entièrement en souterrain et, divisé en deux, passe sous la rue du Lombard et entre les rues des Tanneries et Saint-Nicolas. À nouveau réuni sous la place de l'Ilon, le Houyoux se jette dans la Sambre exactement là où elle conflue avec la Meuse.
Un de ses affluents est le ruisseau du bois de Mehaigne.

## Débit
Le débit moyen du Houyoux mesuré à Rhisnes, commune de La Bruyère (bassin versant de 46 km2), entre 1971 et 2003 est de 0,27 m3/s. Durant la même période on a enregistré :
- Un débit annuel moyen maximal de 0,48 m3/s en 1981.
- Un débit annuel moyen minimal de 0,08 m3/s en 1971.

Source : Ministère de la Région Wallonne.

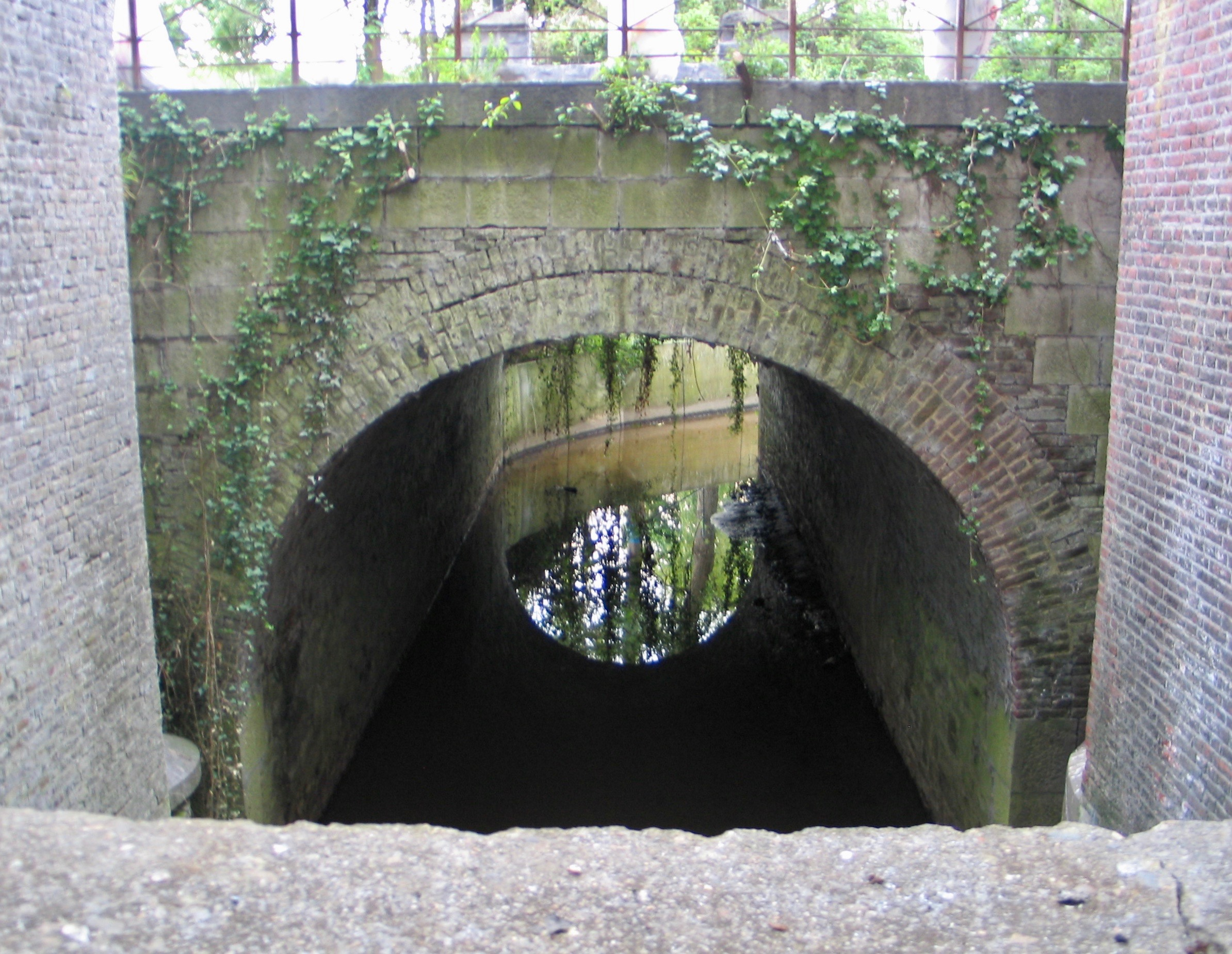
Le Houyoux tel qu'il est visible sous le RAVeL à Saint-Servais. Photo prise depuis l'aval.
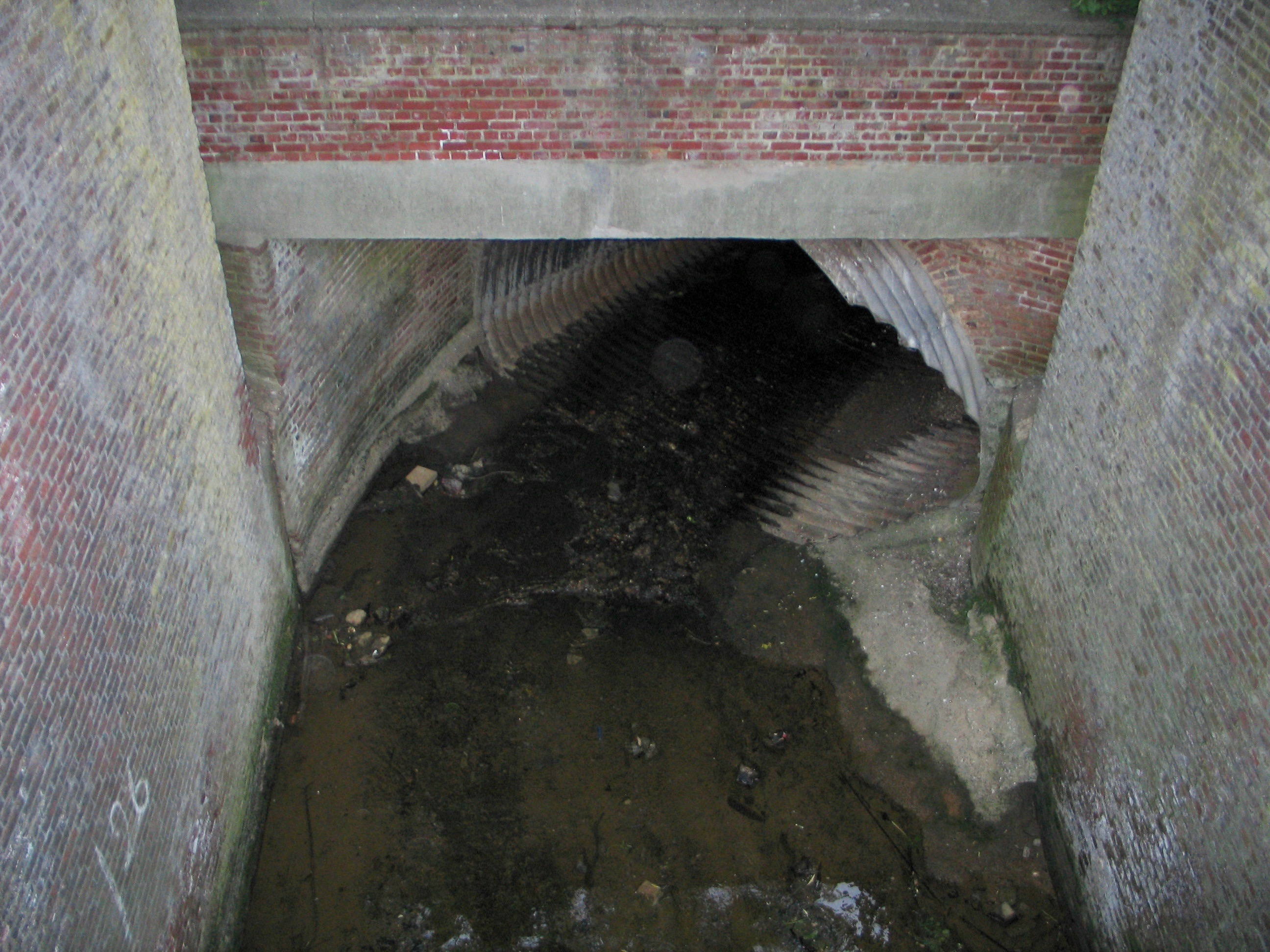
Le Houyoux tel qu'il est visible sous le RAVeL à Saint-Servais. Photo prise depuis l'amont.
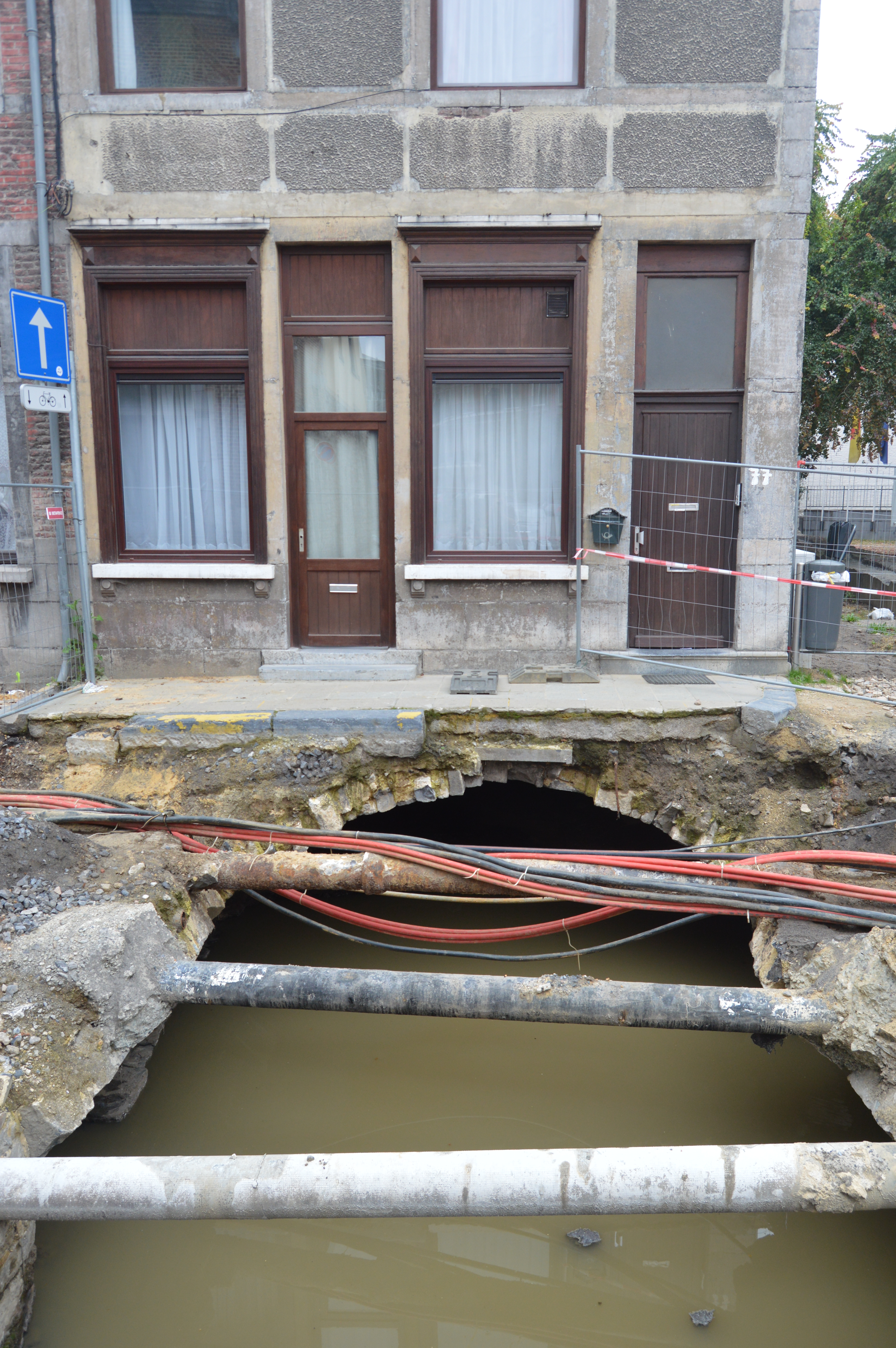
Le Houyoux en souterrain au croisement de la rue du Lombard et de la rue des Tanneries à Namur (ici visible à l'occasion de travaux de voirie, en octobre 2015).

## Historique
Le 15 mai 1940, le ruisseau d'Houyoux constitue les nouvelles positions de défense de la 5e division d'infanterie nord-africaine.